# Épretot
Épretot là một xã thuộc tỉnh Seine-Maritime trong vùng Normandie miền bắc nước Pháp.

## Huy hiệu
| Arms of Épretot | The arms of Épretot are blazoned: Quarterly argent and gules, a tree vert and boot sable, overall on a bend sinister a bell gules tongued azure between 2 angennes (roses) azure. (Note: this angenne is very rose-like, not the highly stylized cinqfoil.) |

## Dân số
| Năm | 1962 | 1968 | 1975 | 1982 | 1990 | 1999 | 2006 |
| --- | ---- | ---- | ---- | ---- | ---- | ---- | ---- |
| Dân số | 284  | 293  | 342  | 361  | 503  | 644  | 731  |
| From the year 1962 on: No double counting—residents of multiple communes (e.g. students and military personnel) are counted only once. |      |      |      |      |      |      |      |